# Núi Salak
Núi Salak là một ngọn núi ở tỉnh Tây Java, Indonesia. Nhiều nón vệ tinh hiện diện ở sườn phía đông nam và trên chân phía Bắc. Hai miệng núi lửa nằm ở đỉnh. Núi Salak là một địa điểm khảo sát địa nhiệt.. Tên gọi Salak xuất phát từ trái cây salak.